# DoubleTree by Hilton Brighton Metropole
El DoubleTree by Hilton Brighton Metropole es un hotel de 4 estrellas y centro de conferencias ubicado en el paseo marítimo de Brighton, Inglaterra.
Su arquitecto es Alfred Waterhouse, quien también fue arquitecto del University College de Londres y del Museo de Historia Natural de Londres .
Actualmente, es el centro de conferencias residencial más grande del Reino Unido, fue construido en 1890 y tiene 340 habitaciones. Su gerente general es Sascha Koehler. Desde 2000, es operado por Hilton Hotels & Resorts (anteriormente operaba bajo la marca Stakis Hotels ), y anteriormente también era propiedad de The Royal Bank of Scotland, siendo ahora propiedad de Topland Group .
Es mencionado en la sección 3, "El Sermón de Fuego" de La tierra baldía (T. S. Eliot).[cita requerida]